# Lista de conflitos envolvendo o Sudão
Esta é uma lista de guerras que o Sudão esteve envolvido.

## Sudão Mahdista (1885–1899)
| Conflito                    | Combatente 1   | Combatente 2                                     | Resultados |
| --------------------------- | -------------- | ------------------------------------------------ | --- |
| Guerra Mahdista (1881–1899) | Sudão Mahdista | Reino Unido · Egito · Itália · Bélgica · Etiópia | Derrota - Invasões sudanesas do Congo Belga, da Etiópia e da Eritreia italiana repelidas. - Sudão se torna um condomínio anglo-egípcio. |

## Pós-independência (de 1956)
| Conflito                                     | Combatente 1 | Combatente 2                                    | Resultados |
| -------------------------------------------- | --- | ----------------------------------------------- | --- |
| Primeira Guerra Civil Sudanesa (1955–1972)   | Sudão | MLSS FLA Anyanya                                | Derrota - Acordo de Adis Abeba com uma simples região administrativa no sul com diversos poderes definidos.         |
| Segunda Guerra Civil Sudanesa (1983–2005)    | Sudão · Janjaweed · FDSS · Exército Branco Nuer · EPLS-Nasir · ERS                                                                                   | EPLS SPDF MLSS Anyanya II Frente Oriental       | Derrota - Tratado de Naivasha - Referendo de 2011, independência do Sudão do Sul. - Acordo de Paz no Sudão oriental |
| Guerra em Darfur (2003–)                     | Sudão · Janjaweed | MJI MLJ EMLS                                    | em curso - Acordo de Paz de Darfur, estabelecimento da Autoridade Regional de Transição de Darfur.                  |
| Invasão de Anjouan (2008)                    | Tanzânia · Sudão · Comoros · Senegal | Anjouan                                         | Vitória - Derrubada de Mohamed Bacar, substituição do governo de Anjouan.                                           |
| Conflito no Cordofão e Nilo Azul (2011–2020) | Sudão | FRS                                             | Acordo de paz - Insurgência em curso em Cordofão e no Nilo Azul.                                                    |
| Crise de Heglig (2012)                       | Sudão | Sudão do Sul                                    | Vitoria - Retirada sul-sudanesa de Heglig.                                                                          |
| Intervenção no Iêmen (2015–)                 | Governo Hadi · Movimento do Sul · Arábia Saudita · Emirados Árabes Unidos · Bahrain · Kuwait · Qatar · Jordânia · Marrocos · Sudão · Egito · Senegal | Governo Houthi - Houthis - Partidários de Saleh | em curso - Houthis dissolvem o governo iemenita. - Houthis assumem o controle do norte do Iêmen.                    |